# Shorten
Shorten (SHN) は、既に古くなったファイルフォーマットであり、ZIP、RAR、StuffIt に似ているが、音声データの圧縮に最適化されている。可逆圧縮ファイル形式であり、CD品質の音声圧縮ファイル（44.1kHz、16bitステレオPCM）に使われる。Shorten は既に開発されておらず、FLAC、MPEG-4 ALS、Monkey's Audio (APE)、TTA、WavPack (WV) 、TAKといったより優れた可逆音声コーデックに取って代わられた。これは、初期の Shorten ではシークテーブルをサポートしていなかったためである。しかし、Shorten 形式のコンサートの録音などが多数存在し、流通している。もちろん可逆なので、それを別のフォーマットに変換しても音質は低下しない。Shorten ファイルの拡張子は .SHN である。

## Shortenファイルの扱い
Shorten ファイルを伸張できるオーディオプレーヤーなどは少ないため、伸張のみを行うプログラムを使って別のファイルフォーマットに変換してやる必要がある。Shorten は可逆フォーマットなので、他の可逆フォーマットに変換しても音質は変化しない。変換プログラムはいろいろあるが、以下に一部を挙げる。
- md5sum - これは伸張プログラムではないが、Shorten ファイルが壊れていないかの確認に使う（MD5参照）。
- Shorten - コマンド行ツールであり、Shorten ファイルを非圧縮ファイル（通常 WAV）に変換する。各種オペレーティングシステムで動作する。
- mkwACT - Windows用プログラム。上述の md5sum と Shorten の機能を統合している。
- Shorten for MacIntosh - mkwACT と同等の機能を持つ。Linux 向けなども存在する。
- ShnAmp - Winamp 用プラグイン

Nero Burning ROM 向けのプラグインも存在するが、Nero AG が配布しているものではない。